# Miloud
Miloud (ميلوُد  en arabe) est un prénom masculin qui existe depuis l'antiquité et serait un dérivé de Émile[réf. nécessaire] (son étymologie latine est aemulus, émule).
Ce prénom est aujourd'hui surtout utilisé au Maghreb ou en Europe. Au Moyen-Orient, sa forme est Miled.
La théologie du monde arabo-islamique affirme que ce prénom est un dérivé de Al-Mawlid qui veut dire la « naissance du prophète de l'islam Mahomet » mais la tradition du monde arabe enseigne qu'il est un dérivé du prénom Al Maoulid qui est utilisé dans le monde 

## Variantes
Il existe une variante féminine de ce prénom apparu surtout au Maghreb et en France (par les populations d'origine maghrébines présentes sur le sol français) qui est Milouda, ce mot n'est simplement que la dérivation féminine du prénom Miloud et qui a les mêmes significations.
Milouda veut dire la femme aisée et élégante en soi.[réf. nécessaire]

## Porteurs du prénom
Pour les porteurs de ce prénom, voir :
- Tous les articles commençant par « Miloud ».